# Санкт-Маргаретен (Лунгау)

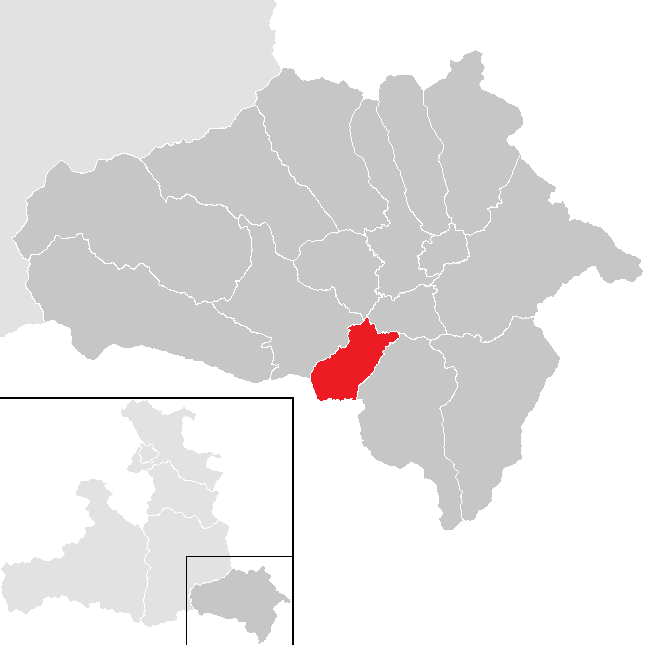
Комуна Санкт-Маргаретен на карті округи Тамсвег. У лівому нижньому кутку показано розташування округи Тамсвег на карті федеральній землі Зальцбург.

Санкт-Маргаретен (нім. Sankt Margarethen im Lungau, на баварському діалекті Mogreatn) - громада у Австрії, у федеральній землі Зальцбург. Входить до складу округи Тамсвег. 
Населення становить 776 чоловік (2010).  Займає площю 24,47 км 2. 